# フラッシャー石橋
フラッシャー石橋（フラッシャー いしばし、1949年5月25日 - ）は、アメリカ合衆国出身の元プロボクサー。本名はスチーブン・スミス。ペンシルベニア州フィラデルフィア生まれ。主に日本のリングで活躍。第26代・第27代日本ミドル級王者。日本王座を2度獲得。石橋ジム所属。

## 来歴
横田基地所属の米軍兵士。1971年デビュー。
1973年2月26日、カシアス内藤を破って日本ミドル級王座を獲得した。
その3か月後の5月21日、ステップ・アップを目論み、世界ランカービル・ダグラスと対戦するが、3回KO負け。
しかし、日本王者としては東洋スーパーウェルター級王者金沢英雄の挑戦を退け初防衛に成功、その実力を見せつけた。
同年10月2日、日本のエース、東洋ウェルター級王者龍反町とノンタイトルで対戦。体格差に物を言わせ6回まで一方的に反町を追い込んだが、一瞬の隙を突いた反町の右の一撃に沈み、そのままテンカウントを聞いた。この試合がミドル級リミット内で行われたため、規定により石橋はタイトルを剥奪されてしまう。
その1か月後、堀畑道弘を決定戦で3回KOに破り王座に返り咲いたが、防衛戦は行わず、ノンタイトル3戦をこなした後祖国アメリカへ帰国。
母国でもリングに上がったが、戦績は4勝5敗と揮わなかった。因みに、この5敗の中には後のWBA世界ライトヘビー級王者になるエディ・ムスタファ・ムハマド、マイク・ロスマンにKO負けした試合が含まれる。

## 通算戦績
27戦18勝（14KO）9敗

## 獲得タイトル
- 第26代日本ミドル級王座（防衛1=剥奪）
- 第27代日本ミドル級王座（防衛0=返上）